# Ballarat International
Die Ballarat International sind offene australische internationale Meisterschaften im Badminton. Austragungsort der Titelkämpfe ist Ballarat in Victoria. Bei den dokumentierten Austragungen von 2003 bis 2007 konnten Punkte für die Weltrangliste und Preisgeld erspielt werden.

## Die Sieger
| Jahr | Herreneinzel     | Dameneinzel    | Herrendoppel                      | Damendoppel                          | Mixed                                 |
| ---- | ---------------- | -------------- | --------------------------------- | ------------------------------------ | ------------------------------------- |
| 2003 | Toru Matsumoto   | Chie Umezu     | John Gordon Daniel Shirley        | Yoshiko Iwata Miyuki Tai             | Sara Runesten-Petersen Daniel Shirley |
| 2004 | Sairul Amar Ayob | Lenny Permana  | Boyd Cooper Travis Denney         | Renuga Veeran Susan Wang             | Travis Denney Kate Wilson-Smith       |
| 2006 | Nicholas Kidd    | Huang Chia-chi | Ross Smith Glenn Warfe            | Erin Carroll Susan Dobson            | Kennie Asuncion Kennevic Asuncion     |
| 2007 | Pablo Abián      | Fu Mingtian    | Ashley Brehaut Aji Basuki Sindoro | Shinta Mulia Sari Vanessa Neo Yu Yan | Ricky Widianto Vanessa Neo Yu Yan     |